# Йохан Ернст I фон Мансфелд-Фордерорт
Йохан Ернст I фон Мансфелд-Фордерорт (на немски: Johann Ernst I von Mansfeld-Vorderort; * 1527; † 25 септември 1575) е граф на Мансфелд-Фордерорт в Хелдрунген, Тюрингия.
Той е по-малък син на граф Ернст II фон Мансфелд-Фордерорт (1479 – 1531) и втората му съпруга графиня Доротея фон Золм-Лих (1493 – 1578), дъщеря на граф Филип фон Золмс-Лих (1468 – 1544) и графиня Адриана фон Ханау-Мюнценберг (1470 – 1524). Той има общо двадесет и един братя и сестри.
Брат е на Йохан Гебхард I († 1562), архиепископ на Кьолн (1558 – 1562), Йохан Георг I (1515 – 1579), граф на Мансфелд-Айзлебен, Петер Ернст I (1517 – 1604), граф на Мансфелд-Фридебург, испански фелдмаршал, Йохан Албрехт VI фон Мансфелд-Арнщайн (1522 – 1586), и на Йохан Хойер II (1525 – 1585), граф на Мансфелд-Артерн, женен за Марта фон Мансфелд-Хинтерорт (* 1536), която е сестра на бъдещата му съпруга Сара.

## Фамилия
Йохан Ернст I фон Мансфелд-Фордерорт се жени за Сара фон Мансфелд-Хинтерорт (* ок. 1537/1538; † 1565), сестра на Марта, дъщеря на граф Албрехт VII фон Мансфелд-Хинтерорт († 1560) и графиня Анна фон Хонщайн-Клетенберг († 1559). Те имат три деца:
- Анна Доротея фон Мансфелд-Хелдрунген, омъжена на 8 януари 1582? г. за Йохан VI фон Бюрен († 1592)
- Райнхард фон Мансфелд-Хелдрунген (* 1562; † 27 май 1569)
- Барбара фон Мансфелд-Хелдрунген (1572 – 1584)